# Sabotage Tour
Sabotage Tour – pierwsza trasa koncertowa grupy Black Sabbath, obejmująca Europę i Amerykę Północną.

## Program koncertów
1. „Supertzar” (wstęp z taśmy)
2. „Killing Yourself to Live”
3. „Hole in the Sky”
4. „Snowblind”
5. „Symptom of the Universe”
6. „War Pigs”
7. „Sabra Cadabra”
8. Drum Solo
9. „Supernaut”
10. „Iron Man”
11. Guitar Solo (połączone z „Orchid” i „Don't Start Too Late”)
12. „Black Sabbath”
13. „Spiral Architect”
14. „Embryo"/"Children of the Grave”
15. „Paranoid"

## Lista koncertów
1. 14 lipca 1975 – Toledo, Ohio, USA – Toledo Sports Arena
2. 16 lipca 1975 – Chicago, Illinois, USA – International Amphitheatre
3. 17 lipca 1975 – Chicago, Illinois, USA – International Amphitheatre
4. 19 lipca 1975 – Lincoln, Nebraska, USA – Pershing Center
5. 20 lipca 1975 – Minneapolis, Minnesota, USA – Minneapolis Parade Stadium
6. 24 lipca 1975 – Atlanta, Georgia, USA – Municipal Auditorium
7. 25 lipca 1975 – Savannah, Georgia, USA – Savannah Civic Center
8. 26 lipca 1975 – Lakeland, Floryda, USA – Lakeland Center
9. 27 lipca 1975 – West Palm Beach, Floryda, USA – West Palm Beach Auditorium
10. 1 sierpnia 1975 – Detroit, Michigan, USA – Cobo Center
11. 2 sierpnia 1975 – Baltimore, Maryland, USA – Baltimore Civic Center
12. 3 sierpnia 1975 – Providence, Rhode Island, USA – Providence Civic Center
13. 5 sierpnia 1975 – Asbury Park, New Jersey, USA – Asbury Park Convention Hall
14. 6 sierpnia 1975 – Filadelfia, Pensylwania, USA – Spectrum
15. 10 sierpnia 1975 – Hartford, Connecticut, USA – Hartford Civic Center
16. 22 sierpnia 1975 – San Antonio, Teksas, USA – San Antonio Municipal Auditorium
17. 23 sierpnia 1975 – Houston, Teksas, USA – Sam Houston Coliseum
18. 24 sierpnia 1975 – Dallas, Teksas, USA – Dallas Memorial Auditorium
19. 26 sierpnia 1975 – El Paso, Teksas, USA – El Paso County Coliseum
20. 27 sierpnia 1975 – Albuquerque, Nowy Meksyk, USA – Albuqerque Civic Auditorium
21. 28 sierpnia 1975 – Tucson, Arizona, USA – Tucson Community Center
22. 30 sierpnia 1975 – Sacramento, Kalifornia, USA – Sacramento Exhibition Hall
23. 31 sierpnia 1975 – San Francisco, Kalifornia, USA – Winterland Ballroom
24. 1 września 1975 – Madera, Kalifornia, USA – Madera Speedway (festiwal Madera Speedway Jam)
25. 4 września 1975 – Santa Monica, Kalifornia, USA – Santa Monica Civic Auditorium (festiwal Don Kischner's Rock Concert)
26. 5 września 1975 – San Bernardino, Kalifornia, USA – Orange Stadium (festiwal Starlite Festival)
27. 6 września 1975 – San Diego, Kalifornia, USA – San Diego Sports Arena (koncert niepotwierdzony)
28. 7 września 1975 – Long Beach, Kalifornia, USA – Long Beach Arena
29. 8 września 1975 – Las Vegas, Kalifornia, USA – Las Vegas Convention Center
30. 11 września 1975 – Spokane, Waszyngton, USA – Spokane Coliseum
31. 12 września 1975 – Seattle, Waszyngton, USA – Seattle Center Arena
32. 13 września 1975 – Portland, Oregon, USA – Veterans Memorial Coliseum
33. 14 września 1975 – Vancouver, Kanada – Pacific Coliseum
34. 9 października 1975 – Liverpool, Anglia – Liverpool Empire Theatre
35. 10 października 1975 – Birmingham, Anglia – Birmingham Odeon
36. 11 października 1975 – Southampton, Anglia – Southampton Gaumont Theatre
37. 12 października 1975 – Bristol, Anglia – Colston Hall
38. 15 października 1975 – Bradford, Anglia – St George’s Hall
39. 16 października 1975 – Sheffield, Anglia – Sheffield City Hall
40. 18 października 1975 – Newcastle, Anglia – Newcastle City Hall
41. 19 października 1975 – Glasgow, Szkocja – Apollo Glasgow
42. 21 października 1975 – Lewisham, Anglia – Lewisham Odeon
43. 22 października 1975 – Hammersmith, Anglia – Hammersmith Odeon
44. 26 października 1975 – Kopenhaga, Dania – Falkoner Center
45. 27 października 1975 – Göteborg, Szwecja – Scandinavium
46. 28 października 1975 – Haga, Holandia (koncert niepotwierdzony)
47. 29 października 1975 – Offenbach, Niemcy – Stadthalle Offenbach
48. 30 października 1975 – Monachium, Niemcy – Circus Krone Building
49. 1 listopada 1975 – Ludwigshafen, Niemcy – Friedrich-Ebert-Halle
50. 2 listopada 1975 – Düsseldorf, Niemcy – Philips Hall
51. 5 listopada 1975 – Paryż, Francja – Pavillon de Paris (koncert niepotwierdzony)
52. 2 grudnia 1975 – Springfield, Massachusetts, USA – Springfield Civic Arena
53. 3 grudnia 1975 – Nowy Jork, Nowy Jork, USA – Madison Square Garden
54. 5 grudnia 1975 – Indianapolis, Indiana, USA – Indianapolis Convention Center Arena
55. 6 grudnia 1975 – Johnson City, Tennessee, USA – Freedom Hall Civic Center
56. 7 grudnia 1975 – Greensboro, Karolina Północna, USA – Greensboro Coliseum
57. 9 grudnia 1975 – Boston, Massachusetts, USA – Boston Garden
58. 12 grudnia 1975 – Syracuse, Nowy Jork, USA – Onondaga County War Memorial Arena
59. 14 grudnia 1975 – Albany, Nowy Jork, USA – Palace Theatre
60. Styczeń 1976 – Cardiff, Walia – Capitol Theatre
61. Styczeń 1976 – Kilburn, Anglia – Gaumont State Cinema
62. Styczeń 1976 – Manchester, Anglia – Free Trade Hall
63. 8 stycznia 1976 – Portsmouth, Anglia – Portsmouth Guildhall
64. 9 stycznia 1976 – Ipswich, Anglia – Ipswich Gaumont Theatre
65. 10 stycznia 1976 – Southend, Anglia – Kursaal
66. 11 stycznia 1976 – Birmingham, Anglia – Birmingham Odeon
67. 13 stycznia 1976 – Hammersmith, Anglia – Hammersmith Odeon